# 赛茂康
赛茂康（1950年—）出生于缅甸掸邦木姐縣木姐，掸族，毕业于曼德勒医科大学，2011年2月4日，和丁昂敏乌一起出任缅甸副总统。

## 简介
1950年，赛茂康出生于缅甸掸邦木姐，后来在曼德勒医科大学毕业。他曾经在缅甸掸邦中部地区长期担任掸邦中部地区文学与文化组织主席，同时开设了私人诊所“玉丽卡”。
2010年11月7日，茂康出任掸邦第三选区腊戍鎮區的民族院议员。
2011年2月4日，茂康和丁昂敏乌一同出任缅甸副总统。